# 統計学が最強の学問である
統計学が最強の学問である（とうけいがくがさいきょうのがくもんである）とは、2013年1月23日にダイヤモンド社から出版された書籍の名称。著者は西内啓。ビジネス書大賞2014で経済書部門での大賞を受賞。

## 概要
統計学とは一定数のデータさえあれば最適な回答が出せる学問であり、旧来より自然科学で活用されてきたものの、近年はITの発達と結びつき影響力を強めてきており、こうした点から統計学を最強の学問であるとして、統計学を伝えるという書籍である。統計学が最強であるというのは、これによってどんな分野でも最速で最善の答えが出せるから。企業に十分なデータがあるというのにデータを分析せずに勘と経験で議論を重ねるのは無駄としている。そして重要な判断を行う際に主観的な根拠を基とするのは危険であるとしている。こうした状況で、客観的な指標で最善の一手を示せるからこそ最強という表現を用いたとのこと。